# US Open 1991 (Badminton)
Die US Open 1991 im Badminton fanden vom 25. bis zum 29. September 1991 in der University of California in Irvine statt.  

## Sieger und Platzierte
| Disziplin    | Gold                         | Silber                      | Bronze                        |
| ------------ | ---------------------------- | --------------------------- | ----------------------------- |
| Herreneinzel | Steve Butler                 | Kim Hyung-jin               | Bryan Blanshard               |
| Herreneinzel | Steve Butler                 | Kim Hyung-jin               | Park Sung-woo                 |
| Dameneinzel  | Shim Eun-jung                | Irina Serova                | Aiko Miyamura                 |
| Dameneinzel  | Shim Eun-jung                | Irina Serova                | Fiona Smith                   |
| Herrendoppel | Jalani Sidek Razif Sidek     | Ricky Subagja Rexy Mainaky  | Mike Bitten Bryan Blanshard   |
| Herrendoppel | Jalani Sidek Razif Sidek     | Ricky Subagja Rexy Mainaky  | Ong Ewe Chye Rahman Sidek     |
| Damendoppel  | Kang Bok-seung Shim Eun-jung | Catherine Eliza Nathanael   | Denyse Julien Doris Piché     |
| Damendoppel  | Kang Bok-seung Shim Eun-jung | Catherine Eliza Nathanael   | Gillian Gowers Sara Sankey    |
| Mixed        | Lee Sang-bok Shim Eun-jung   | Nick Ponting Gillian Gowers | Dave Wright Sara Sankey       |
| Mixed        | Lee Sang-bok Shim Eun-jung   | Nick Ponting Gillian Gowers | Bryan Blanshard Denyse Julien |

## Finalergebnisse
| Disziplin    | Sieger                       | Finalist                    | Ergebnis           |
| ------------ | ---------------------------- | --------------------------- | ------------------ |
| Herreneinzel | Steve Butler                 | Kim Hyung-jin               | 15-6 18-17         |
| Dameneinzel  | Shim Eun-jung                | Irina Serova                | 11-8, 11-2         |
| Herrendoppel | Jalani Sidek Razif Sidek     | Ricky Subagja Rexy Mainaky  | 18-13, 13-15, 15-3 |
| Damendoppel  | Shim Eun-jung Kang Bok-seung | Eliza Nathanael Catherine   | 15-7, 15-13        |
| Mixed        | Lee Sang-bok Shim Eun-jung   | Nick Ponting Gillian Gowers | 18-14, 15-2        |